# Dere contigua
Dere contigua là một loài bọ cánh cứng trong họ Cerambycidae.